# Norma (fumettista)
Norma, pseudonimo di Norbert Morandière (Algeri, 20 febbraio 1946 – Angoulême, 1º gennaio 2021), è stato un fumettista e illustratore francese.

## Carriera
Norbert Morandière ha esordito nel 1971 nella fanzine Falatoff, dove ha utilizzato per un anno lo pseudonimo Marcus, prima di scegliere Norma.
Norma è nota soprattutto per aver disegnato a lungo Capitaine Apache, una serie per ragazzi scritta da Roger Lécureux e pubblicata da Éditions Vaillant su Pif Gadget.
A partire dagli anni '90 si dedica al fumetto storico con serie pubblicate sulla rivista Vécu dell'Editore Glénat, come Les Souvenirs de la pendule e Pieter Hoorn o Saïto di Soleil Productions.
È Morto il 1º gennaio 2021 ad Angoulême.

## Album
- Capitaine Apache (sceneggiatura di Roger Lécureux)
  1. Capitaine Apache (Vaillant, 1980)
  2. L’Enfance d'un guerrier (Vaillant, 1980)
  3. Fils contre père (Vaillant, 1981)
  4. Un papoose de ton âge (Vaillant, 1981)

  - Sang pour sang (Messidor, 1986)
  - Capitaine Apache T.1 (Soleil, 1995)
  - Capitaine Apache T.2 (Soleil, 1995)
- Les Souvenirs de la pendule (sceneggiatura di Patrick Cothias, Glénat
  1. Schönbrunn (1989)
  2. L’Étrangère (1989)
  3. La Vie de château (1990)
- Hazel & Ogan (sceneggiatura di Bosse)
  1. L’Épée de foudre (Blanco, 1989)
  2. Le Pays des trolls (Blanco, 1991)
  3. Moonwulf (Soleil, 1994)
- Pieter Hoorn (sceneggiatura di Frank Giroud, Glénat)

1. La Passe des cyclopes (1991)
2. Les Rivages trompeurs (1992)
3. La Baie des Français (1994)

- Saïto (sceneggiatura di François Corteggiani, Soleil)

1. La Nuit du Oni (1993)
2. La Lune rouge (1994)
3. La Griffe et le Sabre (1995)

- Le Bossu ((sceneggiatura di François Corteggiani successivamente di Paul Féval, Glénat, 1997)
- Éner (sceneggiatura di Jacques-René Martin, pubblicato da Devry)

1. Le Secret du temple de Salomon (1999)

- Rochefort, un voyage dans le temps (La Séguinière, 2001)
- Les Aventures imaginaires de Victor Hugo (sceneggioatura di Jacques Labib, Ed. L’Atelier)

1. On a volé Les Misérables! (2003)

- Agatha Christie en bande dessinée (Ed. Emmanuel Proust)

1. L'Affaire Protheroe (2005)

- À 18 ans sous les balles au Vercors (Éditions du Signe, 2007)